# George Jones Sings Like the Dickens!
Albums de George Jones
Bluegrass Hootenanny
(1964) Famous Country Duets
(1965)
George Jones Sings Like the Dickens! est un album de l'artiste américain de musique country George Jones. Cet album est sorti en 1964 sur le label United Artists Records. Ce fut le dernier album de Jones avec United Artists Records. C'est un album hommage à la musique de Little Jimmy Dickens.

## Liste des pistes
| No  | Titre                              | Auteur                          | Durée |
| --- | ---------------------------------- | ------------------------------- | ----- |
| 1.  | It Scares Me Half to Death         | Allison, Allison                |       |
| 2.  | A Rose from a Bride's Bouquet      | Phillips, Van Ness              |       |
| 3.  | When Your House Is Not a Home      | Miller                          |       |
| 4.  | I'm Just Blue Enough               | Louvin, Louvin                  |       |
| 5.  | We Could                           | Boudleaux Bryant                |       |
| 6.  | Take Me as I Am (Or Let Me Go)     | Bryant                          |       |
| 7.  | Where Did the Sunshine Go?         | Felice Bryant, Boudleaux Bryant |       |
| 8.  | Making the Rounds                  | Bryant                          |       |
| 9.  | I've Just Got to See You Once More | James Dickens, Wallace          |       |
| 10. | Lovin' Lies                        | Martin                          |       |
| 11. | Just When I Needed You             | Anglin, Baum, Wright            |       |
| 12. | My Heart's Bouquet                 | Dickens, Hall                   |       |

## Positions dans les charts
Album – Billboard (Amérique du nord)
| Année | Chart          | Position |
| ----- | -------------- | -------- |
| 1964  | Albums country | 6        |